# Division Nationale 1
La Division Nationale 1 è la massima serie del campionato lussemburghese di pallacanestro, ed è gestito dalla Federazione cestistica del Lussemburgo.

## Storia
Il campionato nacque nel 1934 e per i primi vent'anni vide il predominio del Nitia Bettembourg.
Gli inizi degli anni 1960 videro emergere i Etzella Ettelbruck; mentre gli anni 1970 e anni 1980 furono all'insegna dello scontro tra Amicale, Sparta Bertrange e T71 Dudelange.
Gli anni 1990 vissero tra il confronto US Hiefenech e Résidence Walferdange.
Gli anni 2000 segnarono il ritorno dello Sparta Bertrange con la vittoria di quattro titoli in otto anni.

## Albo d'oro
- 1933-1934  Nitia Bettembourg
- 1934-1935  Nitia Bettembourg
- 1935-1936  Nitia Bettembourg
- 1936-1937  Nitia Bettembourg
- 1937-1938  Nitia Bettembourg
- 1938-1939  Nitia Bettembourg
- 1939-1940  Nitia Bettembourg
- 1940-1941 non disputato
- 1941-1942 non disputato
- 1942-1943 non disputato
- 1943-1944 non disputato
- 1944-1945  Nitia Bettembourg
- 1945-1946  Nitia Bettembourg
- 1946-1947  Nitia Bettembourg
- 1947-1948  Nitia Bettembourg
- 1948-1949  Nitia Bettembourg
- 1949-1950  Nitia Bettembourg
- 1950-1951  Nitia Bettembourg
- 1951-1952  Black Boys Kayl
- 1952-1953  Nitia Bettembourg
- 1953-1954  Nitia Bettembourg
- 1954-1955  Etzella Ettelbruck
- 1955-1956  Etzella Ettelbruck
- 1956-1957  Etzella Ettelbruck
- 1957-1958  Sparta Bertrange
- 1958-1959  Rou'de Le'w Kayl
- 1959-1960  Sparta Bertrange
- 1960-1961  Etzella Ettelbruck
- 1961-1962  Etzella Ettelbruck
- 1962-1963  Etzella Ettelbruck
- 1963-1964  Etzella Ettelbruck
- 1964-1965  Etzella Ettelbruck
- 1965-1966  Black Star Mersch
- 1966-1967  Racing Lussembur.
- 1967-1968  Black Star Mersch
- 1968-1969  Sparta Bertrange
- 1969-1970  Etzella Ettelbruck
- 1970-1971  Amicale Steesel
- 1971-1972  Etzella Ettelbruck
- 1972-1973  Amicale Steesel
- 1973-1974  Sparta Bertrange
- 1974-1975  T71 Dudelange
- 1975-1976  T71 Dudelange
- 1976-1977  T71 Dudelange
- 1977-1978  Amicale Steesel
- 1978-1979  Sparta Bertrange
- 1979-1980  Amicale Steesel
- 1980-1981  Amicale Steesel
- 1981-1982  T71 Dudelange
- 1982-1983  T71 Dudelange
- 1983-1984  T71 Dudelange
- 1984-1985  T71 Dudelange
- 1985-1986  Sparta Bertrange
- 1986-1987  Sparta Bertrange
- 1987-1988  AB Contern
- 1988-1989  US Hiefenech
- 1989-1990  US Hiefenech
- 1990-1991  US Hiefenech
- 1991-1992  Etzella Ettelbruck
- 1992-1993  Rés. Walferdange
- 1993-1994  Rés. Walferdange
- 1994-1995  Rés. Walferdange
- 1995-1996  US Hiefenech
- 1996-1997  Rés. Walferdange
- 1997-1998  Racing Lussembur.
- 1998-1999  Etzella Ettelbruck
- 1999-2000  Racing Lussembur.
- 2000-2001  AB Contern
- 2001-2002  Soleuvre
- 2002-2003  Etzella Ettelbruck
- 2003-2004  AB Contern
- 2004-2005  Sparta Bertrange
- 2005-2006  Etzella Ettelbruck
- 2006-2007  Sparta Bertrange
- 2007-2008  Sparta Bertrange
- 2008-2009  AB Contern
- 2009-2010  T71 Dudelange
- 2010-2011  T71 Dudelange
- 2011-2012  Sparta Bertrange
- 2012-2013  T71 Dudelange
- 2013-2014  T71 Dudelange
- 2014-2015  T71 Dudelange
- 2015-2016  Amicale Steesel
- 2016-2017  Amicale Steesel
- 2017-2018  Amicale Steesel
- 2018-2019  Etzella Ettelbruck
- 2020-2021  T71 Dudelange
- 2021-2022  Amicale Steesel
- 2022-2023  Esch
- 2023-2024  Amicale Steesel

## Vittorie per club
| Club               | Titolo | Città       | Anno                                                                                           |
| ------------------ | ------ | ----------- | ---------------------------------------------------------------------------------------------- |
| Nitia Bettembourg  | 16     | Bettembourg | 1934, 1935, 1936, 1937, 1938, 1939, 1940, 1945, 1946, 1947, 1948, 1949, 1950, 1951, 1953, 1954 |
| Etzella Ettelbruck | 15     | Ettelbruck  | 1955, 1956, 1957, 1961, 1962, 1963, 1964, 1965, 1970, 1972, 1992, 199, 2003, 2006, 2019        |
| T71 Dudelange      | 13     | Dudelange   | 1975, 1976, 1977, 1982, 1983, 1984, 1985, 2010, 2011, 2013, 2014, 2015, 2021                   |
| Sparta Bertrange   | 11     | Bertrange   | 1958, 1960, 1969, 1974, 1979, 1986, 1987, 2005, 2007, 2008, 2012                               |
| Amicale Steesel    | 10     | Steesel     | 1971, 1973, 1978, 1980, 1981, 2016, 2017, 2018, 2022, 2024                                     |
| AB Contern         | 4      | Contern     | 1988, 2001, 2004, 2009                                                                         |
| Rés. Walferdange   | 4      | Walferdange | 1993, 1994, 1995, 1997                                                                         |
| US Hiefenech       | 4      | Heffingen   | 1989, 1990, 1991, 1996                                                                         |
| Racing Lussembur.  | 3      | Lussemburgo | 1967, 1998, 2000                                                                               |
| Black Star Mersch  | 2      | Mersch      | 1966, 1968                                                                                     |
| Soleuvre           | 1      | Soleuvre    | 2002                                                                                           |
| Rou'de Le'w Kayl   | 1      | Kayl        | 1959                                                                                           |
| Black Boys Kayl    | 1      | Kayl        | 1952                                                                                           |
| Esch               | 1      | Esch        | 2023                                                                                           |